# Tintigny
Tintigny (wa. Tintnî) – miejscowość i gmina w południowo-wschodniej Belgii, w Regionie Walońskim, w prowincji Luksemburg, w okręgu Virton. 1 stycznia 2024 roku liczyła 4605 mieszkańców. Leży nad rzeką Semois.  

## Podział administracyjny
W skład gminy wchodzą trzy dzielnice (section):
- Bellefontaine
- Rossignol
- Saint-Vincent